# Кларенс (Нью-Йорк)
Кларенс (англ. Clarence) — місто (англ. town) в США, в окрузі Ері штату Нью-Йорк. Населення — 32 950 осіб (2020).

## Демографія
Згідно з переписом 2010 року, у місті мешкали 30 673 особи в 11 282 домогосподарствах у складі 8423 родин. Було 11788 помешкань
Расовий склад населення:
| - 93,8 % — білих - 3,6 % — азіатів - 1,1 % — чорних або афроамериканців - 0,1 % — корінних американців |

До двох чи більше рас належало 1,1 %. Частка іспаномовних становила 1,4 % від усіх жителів.
За віковим діапазоном населення розподілялося таким чином: 26,5 % — особи молодші 18 років, 57,3 % — особи у віці 18—64 років, 16,2 % — особи у віці 65 років та старші. Медіана віку мешканця становила 43,7 року. На 100 осіб жіночої статі у місті припадало 94,2 чоловіків;  на 100 жінок у віці від 18 років та старших — 90,9 чоловіків також старших 18 років.
Середній дохід на одне домашнє господарство  становив 124 321 долар США (медіана — 95 315), а середній дохід на одну сім'ю — 149 268 доларів (медіана — 116 138). Медіана доходів становила 74 308 доларів для чоловіків та 52 716 доларів для жінок. За межею бідності перебувало 3,9 % осіб, у тому числі 3,0 % дітей у віці до 18 років та 6,2 % осіб у віці 65 років та старших.
Цивільне працевлаштоване населення становило 16 121 особа. Основні галузі зайнятості: освіта, охорона здоров'я та соціальна допомога — 28,0 %, фінанси, страхування та нерухомість — 11,0 %, науковці, спеціалісти, менеджери — 10,9 %, виробництво — 10,9 %.